# Сенаторы от департамента Эр
В соответствии с законодательством Франции избрание сенаторов осуществляется коллегией выборщиков, в которую входят депутаты Национального собрания, члены регионального и генерального советов, а также делегаты от муниципальных советов. Количество мест определяется численностью населения. Департаменту Эр в Сенате выделено 3 места. В случае, если от департамента избирается 3 и более сенаторов, выбор осуществляется среди списков кандидатов по пропорциональной системе с использованием метода Хэйра. Список кандидатов должен включать на 2 имени кандидата больше, чем число мандатов, и в составе списка должны чередоваться мужчины и женщины.
В выборах сенаторов 2020 года участвовали 6 списков кандидатов и 1 929 выборщиков.

## Результаты выборов 2020 года
|  | Лидер списка      | Политическая направленность                         | Получено голосов | %     | Кол-во мест | +/- (к 2014 г.) |
|  | ----------------- | --------------------------------------------------- | ---------------- | ----- | ----------- | --------------- |
|  | Эрве Море         | Республиканцы / Союз демократов и независимых       | 953              | 49,77 | 2           | 0               |
|  | Себастьян Лекорню | Вперёд, Республика! / Разные правые / Республиканцы | 589              | 30,76 | 1           | 0               |
|  | Тимур Вери        | Социалистическая партия / Коммунистическая партия   | 306              | 15,98 | 0           | 0               |
|  | Летиция Санчес    | Европа Экология Зелёные                             | 45               | 2,35  | 0           | 0               |
|  | Эммануэль Камуэн  | Национальное объединение                            | 21               | 1,10  | 0           | 0               |
|  | Эрик Монту        | Прочие                                              | 1                | 0,05  | 0           | 0               |

## Результаты выборов 2014 года
|  | Лидер списка        | Политическая направленность                               | Получено голосов | %     | Кол-во мест | +/- (к 2008 г.) |
|  | ------------------- | --------------------------------------------------------- | ---------------- | ----- | ----------- | --------------- |
|  | Эрве Море           | Союз за народное движение / Союз демократов и независимых | 808              | 45,04 | 2           | 0               |
|  | Ладислав Понятовски | Разные правые                                             | 321              | 17,89 | 1           | 0               |
|  | Брюно Кетель        | Социалистическая партия                                   | 306              | 17,06 | 0           | 0               |
|  | Жоэль Бурден        | Прочие правые                                             | 179              | 9,98  | 0           | 0               |
|  | Гаэтан Левитр       | Левый фронт                                               | 101              | 5,63  | 0           | 0               |
|  | Эммануэль Камуэн    | Национальный фронт                                        | 42               | 2,34  | 0           | 0               |
|  | Летиция Санчес      | Европа Экология Зелёные                                   | 37               | 2,06  | 0           | 0               |

## Избранные сенаторы (2020-2026)
- Николь Дюрантон (Республиканцы), член городского совета Эврё
- Эрве Море (Союз демократов и независимых), член Регионального совета Нормандии, бывший мэр города Берне
- Кристина Плюше (Республиканцы), мэр коммуны Сосе-ла-Кампань

## Избранные сенаторы (2014-2020)
- Николь Дюрантон (Союз за народное движение), член городского совета Эврё
- Эрве Море (Союз демократов и независимых), мэр города Берне
- Ладислав Понятовски (Союз за народное движение), бывший депутат Национального собрания Франции.

## Сенаторы (2008-2014)
- Жоэль Бурден (Союз за народное движение), бывший мэр города Берне
- Эрве Море (Союз демократов и независимых), мэр города Берне
- Ладислав Понятовски (Союз за народное движение), бывший депутат Национального собрания Франции.